# Dikwillem

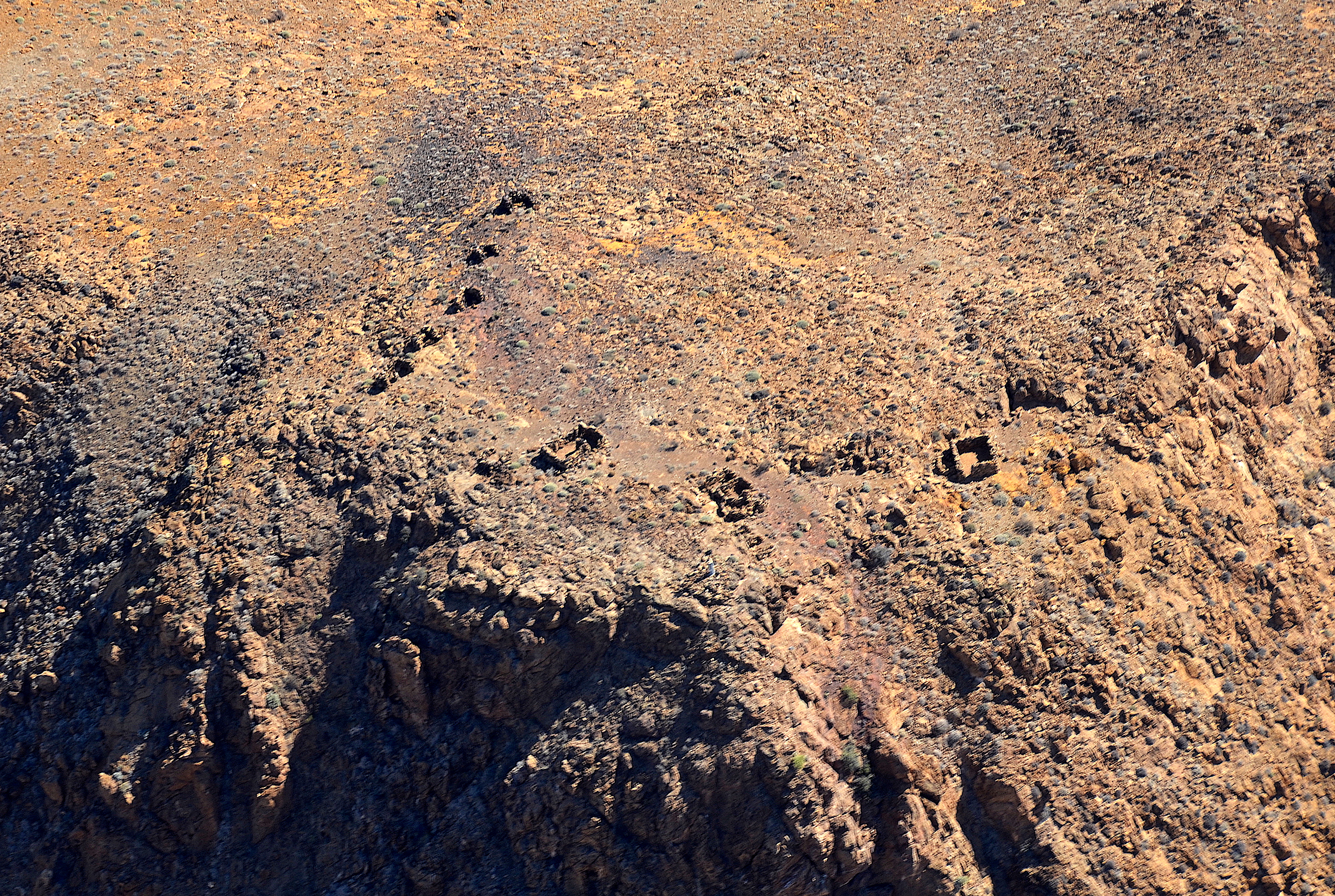
Ruinen aus der Schutztruppen-Zeit auf dem Dicken Wilhelm (Vogelperspektive 2017)

Der Dikwillem (Afrikaans) oder Dicker Wilhelm (Deutsch), auch bekannt als Garub-Berg, ist ein markanter, aus allen Richtungen von weither guter sichtbarer Berg in Namibia mit einer Höhe von 1496 m (oder 1473 m).
Der Berg liegt rund 15 Kilometer nördlich der Nationalstraße B4 und rund 80 Kilometer östlich der Stadt Lüderitz in der Wüste Namib. Seine Umgebung ist die Heimat der Wüstenpferde. Sie sind die Nachfahren von Offizierspferden der Kolonialzeit. Die Pferde haben sich den harten Bedingungen der Wüstenlandschaft angepasst, was weltweit einzigartig ist.
Während der Deutschen Kolonialzeit betrieb die Schutztruppe auf dem Berg eine Heliographenstation.